# باديرني دي أياريث
بلدية باديرني دي أياريث (بالإسبانية: Paderne de Allariz) هي بلدية تقع في مقاطعة أورينسي التابعة لمنطقة غاليسيا شمال غرب إسبانيا.

## الديموغرافيا
بلغ عدد سكان بلدية باديرني دي أياريث 1.601 نسمة عام 2011 (وفقاً للمعهد الوطني للإحصاء الإسباني).
| 1.781 | 1.712 | 1.674 | 1.619 | 1.605 | 1.597 | 1.601 |